# Eddie Fisher (piosenkarz)
Eddie Fisher, właśc. Edwin Jack Fisher (ur. 10 sierpnia 1928 w Filadelfii, zm. 22 września 2010 w Berkeley) – amerykański piosenkarz i komik, jedna z największych gwiazd muzyki lat 50. XX wieku w USA (jego płyty rozeszły się w milionowych nakładach).

## Życiorys

### Wczesne lata
Urodził się w Filadelfii, był czwartym z siedmiorga dzieci rosyjskich Żydów: Kate (z domu Winokur) i Josepha Fishera. Pierwotnie jego nazwisko brzmiało Tisch lub Fisch. Rodzice zmienili nazwisko w momencie przybycia do Stanów Zjednoczonych. Uczęszczał do szkół w swoim rodzinnym mieście. Już w młodym wieku zaczął przejawiać talent wokalny. Karierę zaczął od występów w amatorskich konkursach muzycznych, które zwykle wygrywał. Debiutował na falach WFIL, lokalnej stacji radiowej w Filadelfii. Występował w znanej audycji radiowej Talent Scouts Arthur Godfrey stając się lokalną gwiazdą. W związku z sukcesem porzucił szkołę i poświęcił się karierze wokalnej.

### Kariera
W 1949 r. podpisał kontrakt z RCA Victor. W 1951 r. został wcielony do armii Stanów Zjednoczonych i wysłany do Teksasu na szkolenie podstawowe, a następnie służył w Korei. Od 1952 r. do 1953 był oficjalnym vocal solistą United States Army Band (Pershing’s Own) oraz członkiem tenorów w United States Band Chorus (element Pershing’s Own) w Fort Myers w Waszyngtonie. W czasie służby występował również okazjonalnie w telewizji jako „PFC Eddie Fisher”. Po odejściu do cywila występował w klubach nocnych. Pojawiał się również regularnie w telewizji NBC, w serii Coke Time Eddie Fisher (1953/57), oraz w Perry Como Show, Club Oasis, Martha Raye Show, Gisele MacKenzie Show, Chesterfield Supper Club i George Gobel Show, a także serii Eddie Fisher Show  (1957/59, emitowana na przemian z serią George Gobel Show).
W okresie pre-rock and rolla Fisher stał się prawdziwym idolem nastolatek, za sprawą swojego mocnego i melodyjnego tenoru. 17 jego piosenek trafiło do Top 10 na listach przebojów między 1950 a 1956, a aż 35 do Top 40.
W 1955 r., poślubił znana aktorkę Debbie Reynolds. Wystąpił z nią wspólnie w musicalu Bundle of Joy z 1956 r. W kilka lat później wielkim skandalem stał się romans Fishera z aktorką Elizabeth Taylor, dla której ostatecznie zostawił żonę. Sama Elizabeth Taylor była wtedy w żałobie po swoim zmarłym tragicznie mężu, a zarazem przyjacielu Fishera – Mike’u Toddzie, producencie filmowym i teatralnym. Razem z Taylor wystąpił w dramacie Butterfield 8 w reżyserii Daniela Manna z 1960 r. Małżeństwem byli w latach 1959–1964. Ostatecznie Taylor zostawiła go dla Richarda Burtona.
Po skandalach z rozwodem z Reynolds i Taylor, Fisher stracił na popularności. W 1960 r., RCA Victor zerwało z nim kontrakt. Nie przedłużono z nim również kontraktu telewizyjnego.
W 1965 r. nagrał album Eddie Fisher Today, uznawany za o wiele dojrzalszy od poprzednich płyt w dorobku artysty, ale zarazem cieszący się dużo mniejszym zainteresowaniem. W 1983 r. odbył tournée, ale nie powiodło się ono, przyciągając mniej słuchaczy niż artysta planował. W 1995 dokonał ostatnich, nigdy niewydanych nagrań wraz z London Philharmonic Orchestra.

### Życie osobiste
Fisher był pięciokrotnie żonaty i miał czworo dzieci:
- Debbie Reynolds (1955–1959; rozwód)
  - Carrie Fisher (ur. 1956, zm. 2016)
  - Todd Fisher (ur. 1958)
- Elizabeth Taylor (1959–1964; rozwód)
- Connie Stevens (1967–1969; rozwód)
  - Joely Fisher (ur. 1967)
  - Tricia Leigh Fisher (ur. 1968)
- Terry Richard (1975–1976; rozwód)
- Betty Lin (1993–2001; śmierć żony)

W 1981 r. Fisher napisał autobiografię Eddie: My Life, My Loves.

### Śmierć
Zmarł w następstwie komplikacji po zabiegu chirurgicznym stawu biodrowego 22 września 2010 r., w swoim domu w Berkeley. Został skremowany, a jego prochy zostały pochowane obok grobu żony, Betty (zmarła 15 kwietnia 2001 r.), w Cypress Lawn Memorial Park.

## Dyskografia
- Eddie Fisher Sings (10-inch album) (RCA Victor 1952)
- I’m In The Mood For Love (RCA Victor 1952/55)
- Christmas With Eddie Fisher (10-inch album) (RCA Victor 1952)
- Irving Berlin Favorites (10-inch album) (RCA Victor 1954)Grossinger’sz
- May I Sing To You? (RCA Victor 1954/55)
- I Love You (RCA Victor 1955)
- Academy Award Winners (RCA Victor 1955)
- Bundle Of Joy (film soundtrack) (RCA Victor 1956)
- As Long As There’s Music (RCA Victor 1958)
- Scent Of Mystery (film soundtrack) (Ramrod 1960)
- Eddie Fisher At The Winter Garden (Ramrod 1963)
- Eddie Fisher Today! (Dot 1965)
- When I Was Young (Dot 1965) (re-recordings of his RCA Victor hits)
- Mary Christmas (Dot 1965)
- Games That Lovers Play (RCA Victor 1966)
- People Like You (RCA Victor 1967)
- You Ain’t Heard Nothing Yet (RCA Victor 1968)
- After All (Bainbridge Records 1984)

## Filmografia
- Bundle of Joy reż. Norman Taurog (1956)
- Suddenly, Last Summer reż. Joseph L. Mankiewicz (1959)
- Butterfly 8 reż. Daniel Mann (1960)
- High Tide reż. Gillian Armstrong (1987)